# Rio Arpaș
O Rio Arpaş é um rio da Romênia afluente do rio Olt, localizado no distrito de Sibiu.